# Limba malaieză
Limba malaieză, uneori scrisă și limba malaeză (în limba malaieză: bahasa Melayu, iar în scriere jawi بهاس ملايو), este o limbă austroneziană vorbită de populațiile malaieze, originare din Arhipelagul Malay din sud-estul Asiei, în țări cum sunt Indonezia, Malaysia, Brunei, Singapore, Tailanda de sud, sudul Filipinelor și în fapt până la îndepărtata „Insulă a Crăciunului” în Australia. Limba a primit statutul de lingua franca a regiunii în epoca sultanului de Mallaca, în secolul al XV-lea și al XVI-lea. Aceasta este cauza pentru care limba malaieză este de natură recentă, începând să capete importanță la nivel mondial.

## Statutul oficial
Malaieza peninsulară este limba oficială și limba națională a sultanatului Brunei și a Federației Malaysiei, unde este denumită bahasa Malaysia.
Limba oficială din Republica Indonezia, denumită bahasa Indonesia, este clasată ca fiind limba malaieză locală. Aceasta prezintă unele diferențe față de malaieza peninsulară, dar divergențele nu pot împiedica inteligibilitatea locuitorilor indonezieni și malaysieni, chiar dacă indoneziana standard cuprinde aporturi ale limbii olandeze și ale limbilor regionale, bahasa daerah, de exemplu, javaneza.
Indoneziana și malaieza au 80% din vocabular comun.
Malaieza este și una dintre cele patru limbi oficiale ale Republicii Singapore.
Indoneziana este și una dintre limbile de uz din Republica Timorul Oriental.

### Norme
În mod oficial acceptată de Brunei, Indonezia și de Malaysia, norma comună lingvistică, denumită bahasa baku („limba de bază”), este limba malaieză din Arhipelagul Riau din Indonezia, care este considerat ca fiind leagănul malaiezei moderne. Pusat Pembinaan dan Pengembangan Bahasa („Centrul de formare și de dezvoltare a limbii”) din Indonezia și Dewan Bahasa dan Pustaka („Consiliul limbii și al scrierii”) din Malaysia cooperează în această problemă.
Numărul locutorilor malaiezei este de peste 250 de milioane, dacă îi socotim și pe indonezieni. Indonezienii și malaysienii sunt conștienți că vorbesc aceeași limbă, cu diferențele datorate contextelor politice și culturale.
Când un indonezian se adresează unui malaysian, va avea grijă să evite folosirea „indonezianismelor” sau să le explice și să folosească idiotisme („forme proprii”) ale malaiezei din Malaysia. Inversul este posibil pentru un malaysian, în măsura în care are cunoștințe de idiotisme indoneziene, prin filmele indoneziene proiectate în Malaysia.

### Dialecte
Diferitele forme ale malaiezei prezintă, la rândul lor, varietăți dialectale.

## Limbi creole malaieze
Există și ceea ce lingviștii denumesc limbi creole malaieze:
- În Indonezia:
  - malaieza din Ambon
  - malaieza din insulele Banda
  - betawi (Jakarta)
  - malaieza din Kupang (Timor)
  - malaieza din Manado (nordul insulei Celebes)
  - malaieza peranakan (vorbită de chinezii metisați locali, de pe coasta nordică a insulei Java
- În Malaysia
  - creola din Malacca
- La Singapore
  - malaieza baba vorbită de chinezii baba sau peranakan (metisații locali)
- În Sri Lanka
  - creola malaieză din Sri Lanka

## Scrierea
Indoneziana și malaieza din Malaysia se scriu în alfabetul latin. Indonezia și Malaysia și-au unificat grafia oficială în 1972.
Malaieza clasică, în Indonezia, precum și în Malaysia, se scria în alfabetul arab. Această scriere este denumită jawi.
Cele mai vechi inscripții cunoscute, scrise în vechea malaieză, găsite în insula indoneziană Bangka și în actualul oraș Palembang din sudul Sumatrei, datează din anii 683, 684 și 685. Ele sunt redactate într-un alfabet de origine indiană.
Tranziția de la o grafie indiană la grafia arabă are loc prin secolul al XIV-lea. Există la Minye Tujuh, în provincia indoneziană Aceh, două pietre tombale musulmane redactate în malaieză, în cele două alfabete, unul de origine indiană calificat drept „proto-sumatraneză”, iar celălalt arab, și datate atât în era indiană Saka, cât și a Hegirei. Data unei dintre pietre echivalează cu anul 1380 d. C., iar cealaltă cu anul 1389. Tot așa, la Pengkalan Kempas, în statul Negeri Sembilan din Malaysia, există o inscripție în malaieză redactată în același mod, în cele două alfabete, și este datată 1385 al erei Saka, adică 1463 d.C.
În Malaysia, jawi a fost înlocuit cu alfabetul latin în anii 1950, pe baza grafiei engleze (de exemplu, cu „ch”, pentru redarea consoanei africate surde asemănătoare din cuvântul „cinci” din limba română, și „j”, pentru redarea consoanei africate sonore asemănătoare existente în cuvântul românesc „George”.
Mișcarea naționalistă indoneziană adoptase alfabetul latin în 1928, cu grafie olandeză cunoscută sub denumirea de „Van Ophuijsen” (de exemplu, „tj” pentru redarea consoanei africate surde, iar „dj”, pentru redarea consoanei africate sonore corespondente. Această grafie a fost ușor modificată prin reforma ortografică din 1947, numită „Soewandi”, după numele ministrului Educației din guvernul prim-ministrului socialist Sjahrir. Astfel, „oe” se înlocuia cu „u”. Iată un exemplu: Soerabaja -> Surabaja.
Reforma ortografică din 1972 a adus o grafie comună celor două variante (limba indoneziană și limba malaieză). Astfel, „dj” indonezian a devenit „j” (Djakarta -> Jakarta), iar „j” a devenit „y” (exemplu: djaja -> jaya „victorie”), ca și în malaieza din Malaysia. Grupul „tj” indonezian și grupul „ch” malaysian deveneau „c” (de exemplu, „tjahaja” și „chahaya” -> cahaya = „lumină”). Cea mai mare parte a patronimelor nu au ținut cont de schimbarea grafiei.